# Сен-Пале-де-Фиолен
Сен-Пале́-де-Фиоле́н (фр. Saint-Palais-de-Phiolin) — коммуна во Франции, находится в регионе Пуату — Шаранта. Департамент коммуны — Приморская Шаранта. Входит в состав кантона Сен-Жени-де-Сантонж. Округ коммуны — Жонзак.
Код INSEE коммуны — 17379.

## Население
Население коммуны на 2010 год составляло 227 человек.
| 1962 | 1968 | 1975 | 1982 | 1990 | 1999 | 2010 |
| ---- | ---- | ---- | ---- | ---- | ---- | ---- |
| 306  | 264  | 261  | 235  | 219  | 217  | 227  |